# Luftarkæologi
Luftarkæologi eller luftfotoarkæologi er studiet af arkæologiske områder fra luften. Som følge af nedgravede bygninger, mure, fyldte grøfter stolpehuller og lignende kan det give forskellige vækstbetingelser for planter og dræning for vand, hvilket kan ses fra luften, mens de ofte ikke er til at se fra jorden.
Typisk finder hustomter, pløjespor, veje, grave og gravhøje.

## Historien
Fordelen ved at få et godt overblik over et område fra luften, har længe været anerkendt af arkæolog, da en god udsigt giver bedre muligheder for at finde de små detaljer og se deres indbyrdes relationer i en bredere sammenhæng.
Det første luftfoto af et arkæologisk sted var af Stonehenge i Sydengland der blev taget i en varmluftsballon. Dette satte gang i luftfotoarkæologien, og de tidlige arkæologiske undersøgelser forsøgte, udover via varmluftsballoner, at få et overblik fra luften ved hjælp af stilladser eller kameraer der var fastgjort til drager. Efter opfindelsen og udviklingen af flyvemaskinen og den militære vigtighed af luftfotorafering under første og anden verdenskrig, blev det muligt for arkæologer at bruge mere effektive teknikker til at opdage og registrere arkæologiske områder. Navnlig England har systematisk anvendt luftarkæologi til at finde nye arkæologiske områder.
I 1948 blev Aerial Photography oprettet Cambridge University, og i 1965 blev der oprettet et arkiv for til samme.
Den første danske arkæolog, der tog flycertifikat og begyndte at tage billeder af arkæologiske områder fra luften var Hans Stiesdal i 1955, der særllig fokuserede på middelalderlige anlæg. Der blev dog også opdaget flere ukendt anlæg for tidligere perioder, og han fandt sammenlangt over 100 nye steder.
I 1980 Aerial Archaeological Research Group (ofte forkortet AARG) dannet, som et internationalt netværk for luftfotoarkæologi.
Efter den kolde krigs afslutning er flere østeuropæiske lande også begyndt at anvende luftarkæologi.
I 2008 startede Holstebro Museum et luftarkæologisk projekt, hvor ni områder i Vestjylland og på Nordfyn blev overfløjet og affotograferet for at finde nye arkæologiske områder. I 2016 fundet over 2.300 hidtil ukendte arkæologisk steder med bebyggelser og grave ved hjælp af luftarkæologi.
Frem til dette projekt var det eneste systematiske projekt major P. Harder Sørensen, der registrerede 447 oldtidsagre i Nordjyllands og Viborg amter frem til 1991.

## Anvendelse
Fotografier kan bliver taget enten vertikalt, altså direkte ovenfra, eller skråt fra siden, hvilket betyder at de bliver taget fra siden. For at skabe en tredimensionel effekt, kan to vertikale billeder med overlap taget fra to forskudte steder blive opsat så de kan ses stereoskopisk.
Fordelen ved luftfotografier for arkæologer er mange.
Store områder kunne med luftfotografier for første gang blive set præcist i sin helhed, og i sammenhæng med det omkringliggende landskab. Dette hjalp i høj grad også med at kunne tegne planer over områderne, og inspirerede ligeledes arkæologerne til at se ud over det specifikke monument og i stedet se det som en del af kulturlandskabet omkring det. Fotografier bliver tager ovenfra for at planlægge og rumlig analyse, og gør det muligt at fremhæve bestemte ting eller give perspektiv. Gennem fotogrammetri kan vertikale fotografier bliver konverterede til skalerbare planer.
Arkæologiske steder kan også blive mere synlige ovenfra, end hvis man står på jorden. I den temperarede del af Europa bliver luftarkæologi brugte i stor udstrækning til at opdage nye arkæologiske områder. Små forskellige i jordoverfladen, der er forårsaget af grave eller andet kan ses fra luften:
- Små forskellige i niveauet vil kaste skygger, når solen står lavt, og disse kan bedst ses fra et fly. De bliver kaldt skyggemærker.
- Begravede grøfter indeholder mere vand og begravede mure indeholder mindre vand end den omkringliggende jord der ikke er blevet forstyrret på samme måde. Dette fænomen gør at korn kan gro bedre eller værre, og blive højere eller kortere end resten. Denne effekter kaldes kornmærker.[7] Dette kan også komme ved udtryk under tørkeperioder, hvor det organiske materiale fra de forhistoriske levn vil give ekstra næring til afgrøderne.[9]
- Når der er frost om vinteren kan dette nogle gange ses som linjer når markerne bliver pløjet, idet der over lang tid har samlet sig vand over begravede områder. Disse kaldes frostmærker.
- Små forskellige i jordens farve mellem naturlige områder og arkæologiske områder kan også ses, ofte i forbindelse til pløjning, og disse kaldes jordmærker.
- Forskellige i niveaer og begravede ting kan også påvirke overfladevandet, da det kan særligt ved kraftig regnvejr vise steder hvor forhistoriske ting ligger begravet.

I tilfældesom Nazca-linjerne er det arkæologiske område meningsløst når det bliver set fra jorden, men er til gengæld meget synligt fra luften.
Hustomter ændrer sig særlig meget i de forskellige tidsperioder, og særligt vikingetidens bygninger er karakteristiske fra luften.
Pionerer inden for luftarkæologi tæller bl.a. Roger Agache i Nordfrankrig, Antoine Poidebard i Syrien, L W B Rees i Jordan, O. G. S. Crawford i England, Sir Henry Wellcome i Sudan og Giacomo Boni i Italien.
Henry Wellcome var en af de første, der brugte kite aerial photography på arkæologiske områder uden for det synlige spektrum, fra nær-ultraviolet til tæt på infrarødt.
Luftarkæologi bruges til at efterforske og undersøge flyarkæologi. I nyere tid er man også begyndt at anvende droner til at tage luftfotos med. Både direkte under udgravninger, eller af større områder i håb om at finde ukendte arkæologisk steder. LIDAR kan også anvendes til at skabe 3D-billeder af større områder.